# Terme di Saturnia

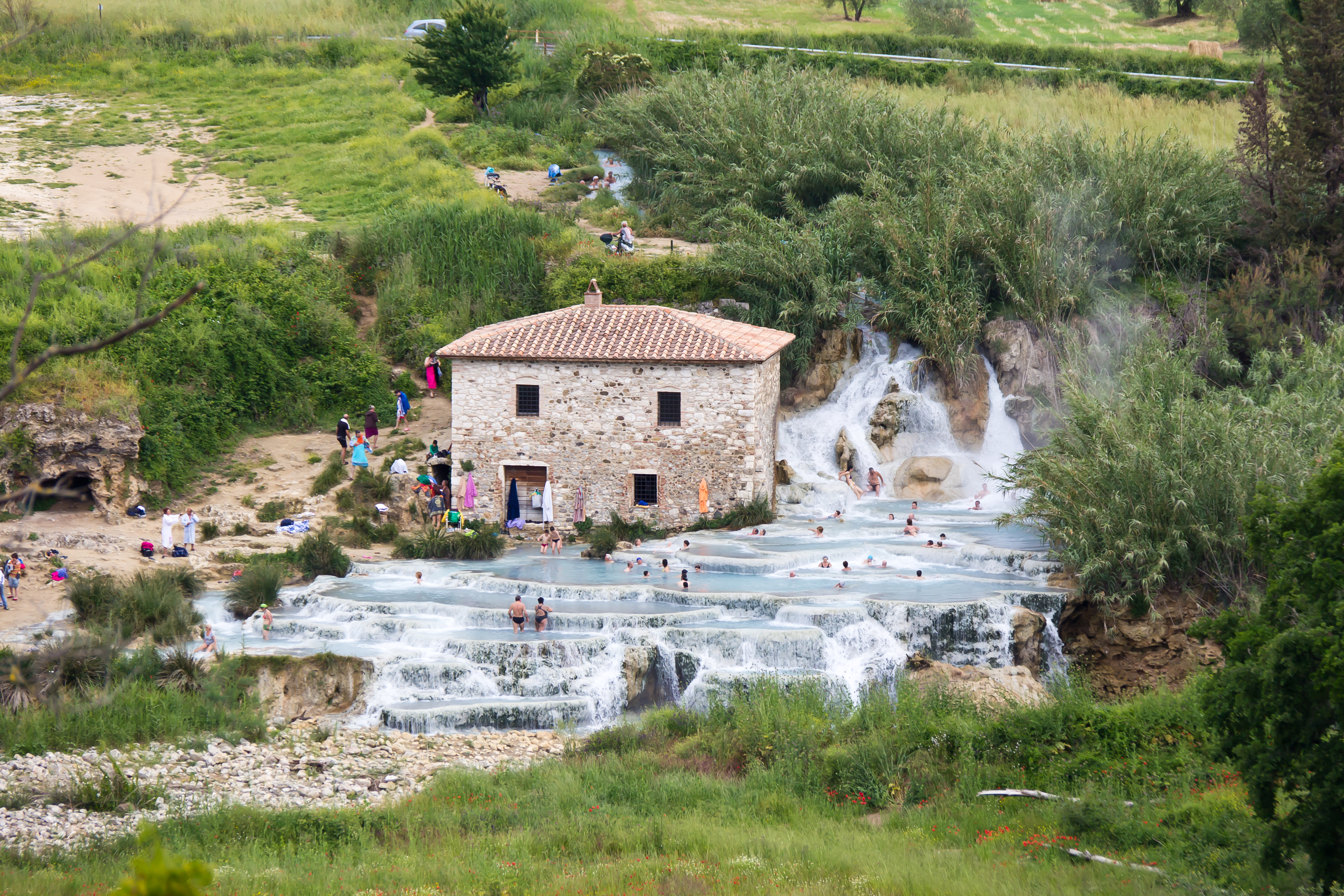
Le cascate del Mulino

Le Terme di Saturnia costituiscono un parco termale di rilievo internazionale nella Maremma grossetana, formato da una sorgente idrotermale che sgorga ad una temperatura costante di 37,5 gradi. La sorgente, oltre a fornire il suddetto parco termale, alimenta, a valle e con una temperatura dell'acqua inferiore, anche le Cascate del Mulino, ad accesso libero. Il complesso si trova in località Follonata, nei pressi di Saturnia, nel comune di Manciano, in provincia di Grosseto.

## Storia
La sorgente termale di Saturnia sorge sull'antico sito eletto a luogo di villeggiatura termale sin dall'epoca etrusco-romana. Il nome Saturnia, deriva dall'antica leggenda secondo cui il dio Saturno, in un gesto di collera e disprezzo del livello raggiunto dalla belligeranza umana, scagliò un fulmine che aprì un cratere dal quale sorse una sorgente di acqua calda e sulfurea, attualmente situata all'interno dell’area del resort, denominata “piscina sorgente”. L’acqua prodigiosa calmò gli animi degli uomini e li condusse a vivere un’epoca di pace e prosperità, un’età dell’oro, il cui sovrano fu proprio Saturno.
I viaggiatori vi sostavano percorrendo la via Clodia e i Patrizi romani la sceglievano per le loro vacanze salutari. Come accadeva nei bagni romani cittadini, anche la stazione delle terme di Saturnia divenne un luogo dove politica, vita sociale e piacere si incontravano.
L’importanza di questo sito trova una conferma nelle contese in epoca medievale tra gli Aldobrandeschi di Santa Fiora e quelli di Sovana. Nel 1188 nella bolla di Papa Clemente III ai Canonici di Sovana viene menzionata “Terme di Saturnia” o meglio il “Bagno di Saturnia” come bene fondiario di pertinenza della diocesi sovanese insieme a dei ricoveri dei viandanti e dei bagnanti, pertinenza, e un mulino a valle dei “bagni” che veniva alimentato con l’acqua della sorgente vera e propria.
Nel 1216 la proprietà risulta trasferita al feudo dei conti Aldobrandeschi. Nel corso del primo Trecento, Siena e Orvieto da un lato, Aldobrandeschi, Pannocchieschi e Orsini dall'altro si contendono Saturnia e il suo territorio. Dopo un periodo di abbandono e degrado per continue devastazioni territoriali e mancanza di regimazione, nel 1572 le terme furono ripristinate all'interno di un grande progetto di bonifica e rifiorirono verso la modernità. È infatti tra la fine del ‘700 e l’inizio del ‘800 che la salubrità delle acque di Saturnia viene dapprima testimoniata con l’inserimento ad opera del Repetti nel Dizionario geografico fisico storico della Toscana dell’edificio termale “che sorge alle falde della collina e consiste in una grande vasca” (la sorgente, ora definita “piscina sorgente” all'interno dell’area del resort) e successivamente con l’investimento della Famiglia Ciacci, subentrati alla proprietà dei Panciatichi. Con gli ultimi proprietari si procede alla bonifica del sito, alla definizione delle vasche e al restauro degli edifici.
Nel 1919 i Ciacci costruiscono il primo albergo vero e proprio andando a delineare l’attuale veste del resort Terme di Saturnia. Nel 1920 l’Università di Pisa effettua la prima analisi chimica moderna dell’acqua, seguita nel 1947 da quella dell’Istituto di chimica dell’Università di Roma. Un passaggio chiave è quello in cui i Ciacci cedono le terme ai Passalacqua nel 1946 che le passeranno alla Società Terme di Saturnia.

## Caratteristiche dell'acqua

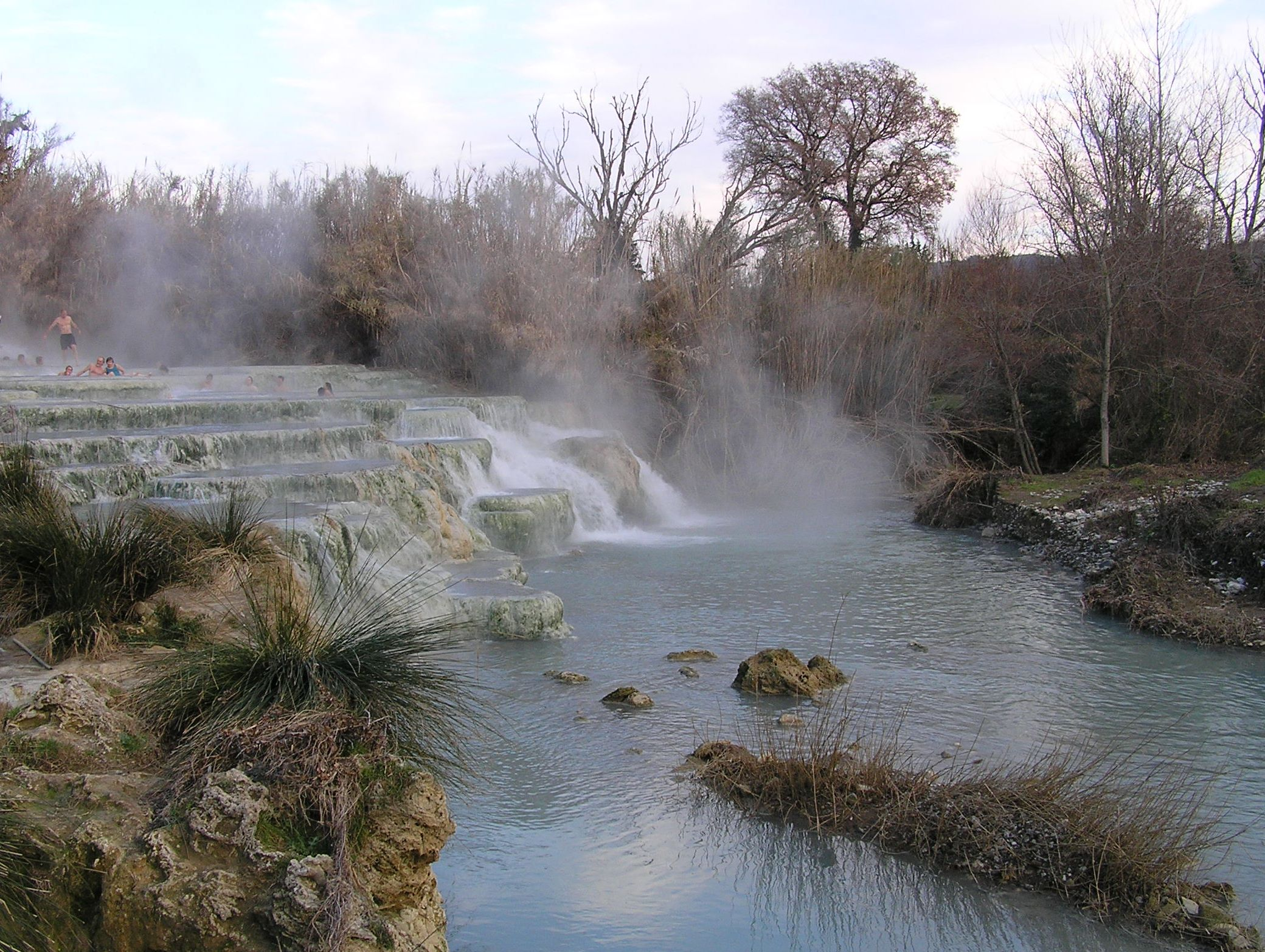
Le cascate del Mulino o del Gorello

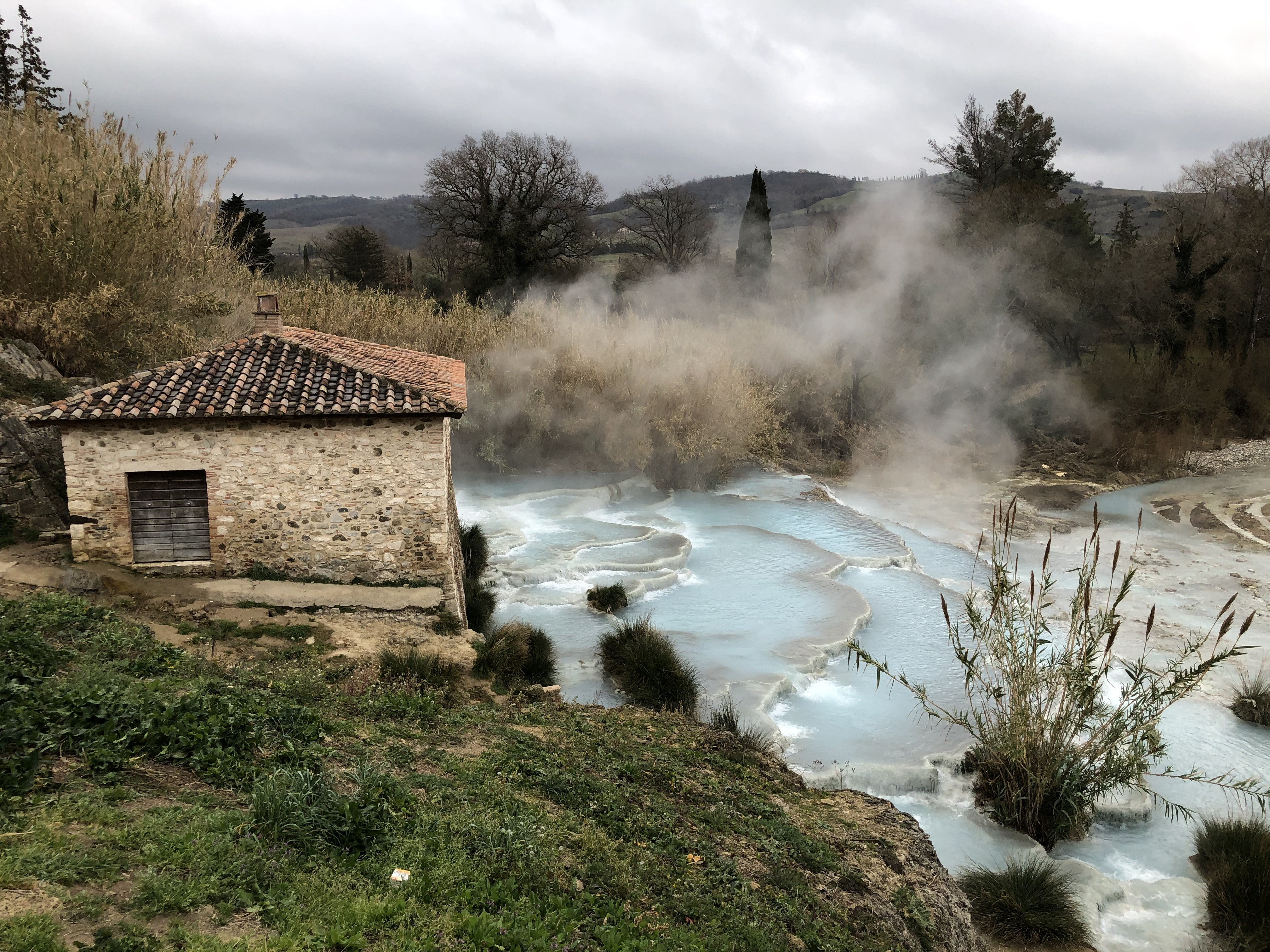
Le Cascate del Mulino o del Gorello

L’acqua sorgiva delle terme di Saturnia compie un percorso nelle profondità della terra del monte Amiata della durata di 40 anni. L’acqua sorgiva termale è minerale perché durante il percorso sotterraneo si mineralizza assorbendo l’anidride carbonica e scaricandola sulle marne e i travertini che, a 200 m di profondità, si disciolgono per effetto della CO2, liberando zolfo, calcio, solfati, magnesio; assorbe inoltre vitamine e gas prima di risalire in superficie alla temperatura costante di 37,5°.
Il flusso d’acqua è di quasi 800 litri al secondo: ciò consente alla piscina sorgente e alle piscine del parco termale, un ricambio completo ogni 4 ore, per 6 volte al giorno, rendendola incontaminata.
Le acque di Terme di Saturnia hanno rinomate proprietà terapeutiche, donando relax e benessere al solo immergervisi. Sono popolate da numerosi vermetti rossi lunghi pochi millimetri, larve di chironomidae adattate alla scarsità di ossigeno tipica di queste acque sulfuree: il colore rosso deriva infatti dalla presenza di una proteina simile all'emoglobina. Non sono ritenute pericolose per l'uomo.

## Proprietà dell'acqua

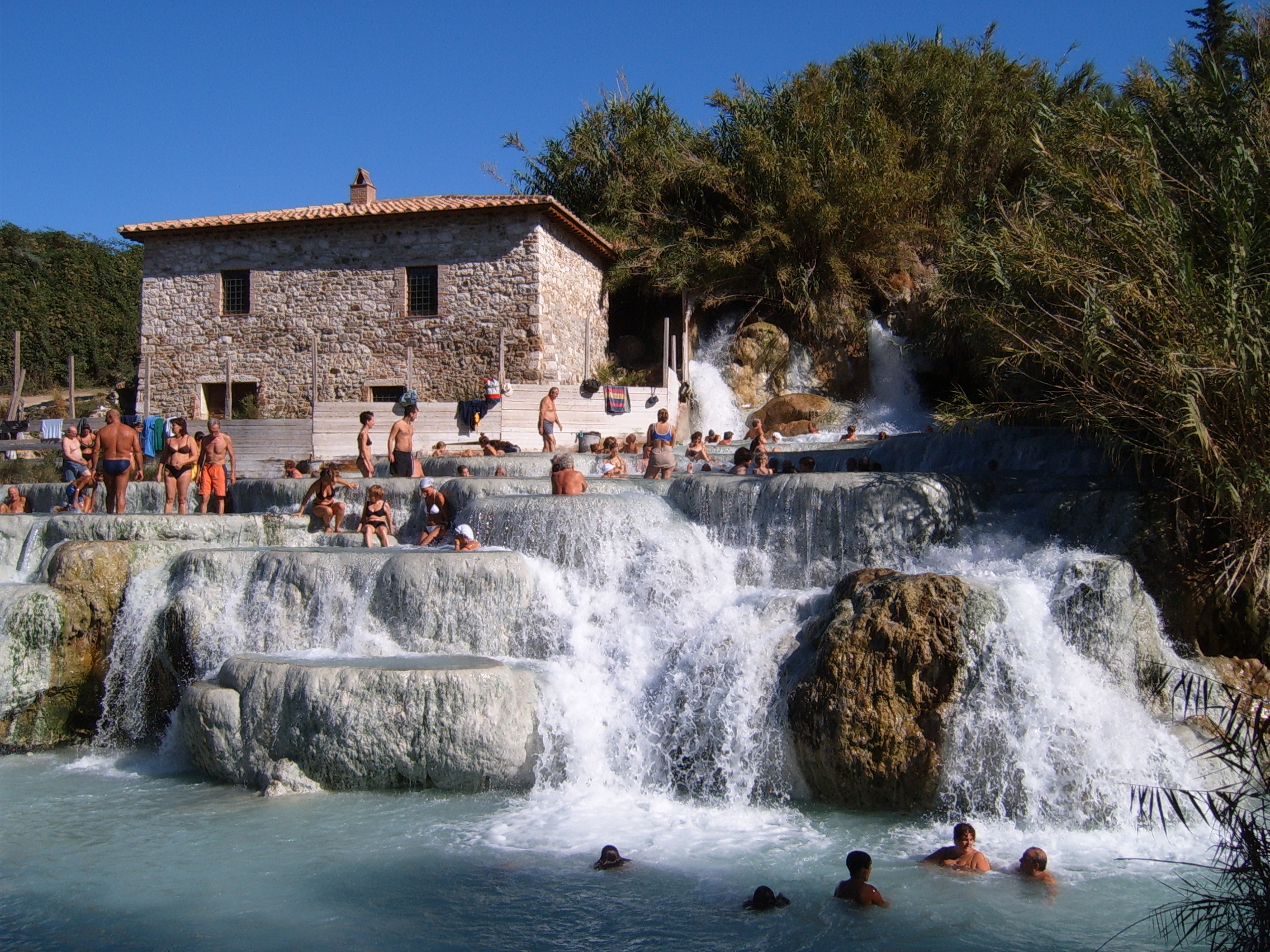
Le cascate del Mulino o del Gorello

L'acqua sorgiva di Terme di Saturnia grazie ai suoi componenti ha delle specifiche proprietà terapeutiche: 
- Favorisce la vasodilatazione cutanea e la riduzione della pressione arteriosa
- Agisce da miorilassante e antiinfiammatorio sull'apparato muscolare e scheletrico
- Amplifica gli atti respiratori e aumenta la ventilazione polmonare
- Favorisce la fluidificazione delle secrezioni, con effetto antinfiammatorio
- Grazie ai solfati, e alla sua diluizione con acqua naturale prodotta dal parco termale, se bevuta, sviluppa un effetto antiossidante ed epatoprotettore per il fegato, agisce sulla colecisti facilitando la digestione e agevola il transito intestinale
- Esfolia, deterge e ha delle proprietà antisettiche sulla pelle
- Rilassa la muscolatura e riduce i dolori osteoarticolari

## Accesso
La sorgente termale di Saturnia si trova nel comune di Manciano; sia il resort che le cascate del Mulino sono aperti tutto l’anno. Ci si arriva in macchina seguendo la Strada statale 74 Maremmana, poi girando per la Strada provinciale 159 nei pressi di Manciano e poi girando per la Strada provinciale 10 della Castagneta nei pressi di Montemerano.